# 1460
Évszázadok: 14. század – 15. század – 16. század
Évtizedek: 1410-es évek – 1420-as évek – 1430-as évek – 1440-es évek – 1450-es évek – 1460-as évek – 1470-es évek – 1480-as évek – 1490-es évek – 1500-as évek – 1510-es évek
Évek: 1455 – 1456 – 1457 – 1458 –  1459 – 1460 – 1461 – 1462 – 1463 – 1464 – 1465

## Események

### Határozott dátumú események
- március 5. – I. Keresztély dán király kinyilvánítja két tartomány Schleswig és Holstein egyesítését.
- március 6. – Az alcacovas-i szerződés. Portugália Kasztíliának adja a Kanári-szigeteket cserébe Nyugat-Afrikáért.
- július 10. – A northamptoni csata. (Warwick grófja és Edvard herceg legyőzi a lancasteri sereget és elfogja VI. Henrik királyt. Henrik beleegyezik, hogy a yorki herceg lesz a trónörökös, megfosztva ezzel fiát Edvard walesi herceget a trónörökléstől.)
- augusztus 3. – III. Jakab skót király trónra lépése (1488-ig uralkodik).
- október 24. – Megbékélési dekrétum. (Az Act of Accord a rózsák háborúja alatt született egyik parlamenti döntés Angliában, amely lehetővé tette a York-háznak a korona öröklését.)[1]
- november 8. – Szilágyi Mihály török fogságba esik.[2]
- december 30. – A wakefieldi csata. (A lancasteri sereg súlyos vereséget mér a yorkiak seregére. A csatában a yorki sereg vezére Plantagenet Richárd yorki herceg is elesik.)

### Határozatlan dátumú események
- június – Warwick grófja és Eduárd yorki herceg partraszáll Angliában és elfoglalja Londont.
- nyár vége, ősz eleje – Hunyadi Mátyás husziták elleni hadjárata a Felvidéken.[3]
- az év folyamán –
  - Az első portugál hajósok elérik a mai Sierra Leone partjait.[4]
  - A török elfoglalja Szerbia nagy részét.

## Születések
- Judah Abravanel zsidó filozófus, orvos és költő
- Antoine Brumel németalföldi zeneszerző
- Pierre de La Rue flamand zeneszerző

## Halálozások
- július 10. – Humphrey Stafford, Buckingham hercege, a franciaországi csapatok angol parancsnoka a százéves háborúban (* 1402)
- augusztus 3. – II. Jakab skót király (* 1430)
- november 13. – Tengerész Henrik portugál herceg, a felfedezések nagy pártfogója
- december 14. – Guarino Veronese humanista, az itáliai reneszánsz korai alakja (* 1370)
- december 30. – Plantagenet Richárd yorki herceg